# Dlakava slojevka
Dlakava slojevka (znanstveno ime Stereum hirsutum) je gliva iz rodu slojevk (Stereum). Znanstveno ime rodu izhaja iz starogrške besede stereos, kar pomeni 'trden', specifični epitet hirsutum pa izhaja iz latinskega pridevnika kosmata oziroma dlakava.

## Značilnosti
Klobuk pahljačaste oblike je širok od 2 do 8 cm in imajo nepravilne robove in več različno obarvanih slojev. So žilave konsistence in tanke, ter imajo dlakavo površina. Je zelo raznolikih barv, od rumene, oranžne do rjave in so bledejše proti robu. S starostjo potemnijo in včasih pozelenijo zaradi tega, ker se nanje naselijo alge. So neposredno pritrjene na podlago in nimajo beta.
Trosovnica je gladka in precej svetlejša od zgornje površine in manj izrazito kolobarjasta.

## Razširjenost in življenjski prostor
Raste kot saprofit na odmrlih vejah listavcev in redko tudi iglavcev.
Je gostitelj zajedavske zlate majavke (Naematelia aurantia).

## Mikroskopske značilnosti
Trosni odtis je bele barve. Trosi so elipsasti, gladki, amiloidni in merijo 6–7,5 x 3–3,5 μm.

## Podobne vrste
- žametasta slojevka (Stereum subtomentosum) nima kosmate ampak žametasto površino
- pisana ploskocevka (Trametes versicolor); ploskocevke v nasprotju s slojevkami nimajo gladke ampak luknjičasto trosovnico

## Uporabnost
Neužitna.

## Galerija slik
- ilustracija
- zgornja površina klobuka
- trosovnica